# Andros (Power Rangers)
Pour les articles homonymes, voir Andros.
Andros est un personnage de fiction de l'univers des Power Rangers qui apparaît dans la saison Power Rangers dans l'espace. Il est joué par Christopher Khayman Lee.

## Biographie fictive

### Power Rangers: Dans l'espace
Andros est un humain de la planète KO-35 et possède le pouvoir de télékinésie. Il a longtemps été le ranger rouge de l'espace. Quand il était un enfant, sa sœur Karone fut enlevée par Darkonda, et depuis, Andros ne cherche plus qu'à la retrouver. Après être devenu le ranger rouge, lui et son meilleur ami, Zhane (le ranger argenté), décident de faire équipe pour défendre la galaxie, mais pendant une de leurs dernières missions, Zhane a été mortellement blessé. Afin de le garder en vie, Andros décida de le mettre dans une chambre froide spéciale de son vaisseau, l'Astro Megaship.
Lorsque Zordon a été capturé par Dark Specter, Andros a tenté de le sauver en s'infiltrant sur la planète où avait lieu la réunion, mais il s'est avéré insuffisamment puissant pour le libérer et a décidé de battre en retraite. De retour sur son vaisseau, il a découvert les Power Rangers terriens (les Turbos) qui avaient décidé de quitter la Terre pour sauver Zordon. Après avoir été convaincu qu'ils étaient ses amis, il leur a donné de nouveaux morphers pour qu'ils deviennent les Power Rangers de l'espace. Il est ainsi devenu le nouveau chef de l'équipe et a décidé de les aider à défendre la Terre et à sauver Zordon.
Durant la série, Andros commencera une relation amoureuse avec la Ranger jaune, Ashley Hammond. Pendant un temps, Zhane était finalement revenu à la vie, et les deux amis furent de nouveaux réunis. Andros était jaloux quand il vit Zhane passer du temps avec Ashley. Mais finalement, Andros et Ashley commencèrent à sortir ensemble après cette dispute.
Plus tard dans la série, Andros a appris la vérité sur l'enlêvement de sa sœur, Karone, car à sa surprise, Karone était devenu Astronema, la princesse du mal et la pire ennemi des Power Rangers. Andros essaya de la convaincre de se ranger du côté du bien, ce qui réussit. Mais Dark Specter réussi à la capturer et lui installa un ordinateur qui la remis du côté du mal. Andros était plus déterminé que jamais à sauver sa sœur.
Dans le dernier épisode, les forces du mal ont décidé de faire alliance afin de mieux conquérir l'univers. Andros aida les autres rangers à défendre la Terre, mais étant trop faibles, ils battent en retraite. Andros décide malgré tout de continuer à vouloir raisonner sa sœur, pensant que c'est le seul moyen de tout arrêté, pour cela il s'infiltra dans la forteresse. En y entrant, il découvre Zordon qui lui explique que la seule façon de mettre un terme à tout cela est de détruire son tube d'énergie, car cela pourrait détruire les Forces du mal. Andros hésita, car cela pourrait aussi tuer Zordon. Après avoir combattu Astronema et Ecliptor, il détruisit le tube d'énergie (et Zordon par la même occasion). L'univers a été sauvé, Andros a réussi à retrouver sa sœur, et par amour pour Ashley, il décide d'abandonner sa planète et de retourner sur Terre avec Zhane et Karone.

### Power Rangers: L'Autre Galaxie
Dans l'épisode "Dix Power Rangers", Deviot a réussi à ramener les Psycho Rangers que Trakeena décida d'utiliser pour vaincre les Rangers de l'autre galaxie. Quand les rangers ont été capturés, Andros arrive à temps pour sauver Leo Corbett, le Ranger galactique rouge. Après avoir repris son morpher, Andros décide de faire équipe avec Leo et Mike, le Magna Defender. Après avoir libéré les Rangers galactiques, les autres Rangers de l'espace arrivèrent. Ils unirent leurs forces pour détruire les Psycho Rangers, à l'exception de Psycho Rose.
Dans l'épisode Le pouvoir Rose, Psycho avait l'intention de se procurer le Glaive de l'Enfer. Pendant que Kendrix Morgan et Cassie Chan essayèrent de l'arrêter, Andros et les autres Rangers restèrent sur Terra Venture pour la défendre. Plus tard, Psycho Rose avait réussi à se procurer beaucoup de pouvoir, Andros et les autres Rangers de l'espace prennent le contrôle de l'Astro Mégazord, et réussissent à vaincre Psycho Rose. Après qu'il a assisté à la mort de Kendrix, lui et les autres Rangers de l'espace décidèrent de retourner sur Terre.

### Power Rangers Super Megaforce
Il est de nouveau en ranger rouge de l'espace a la bataille légendaire.